# St. Jacobus (Oberthau)

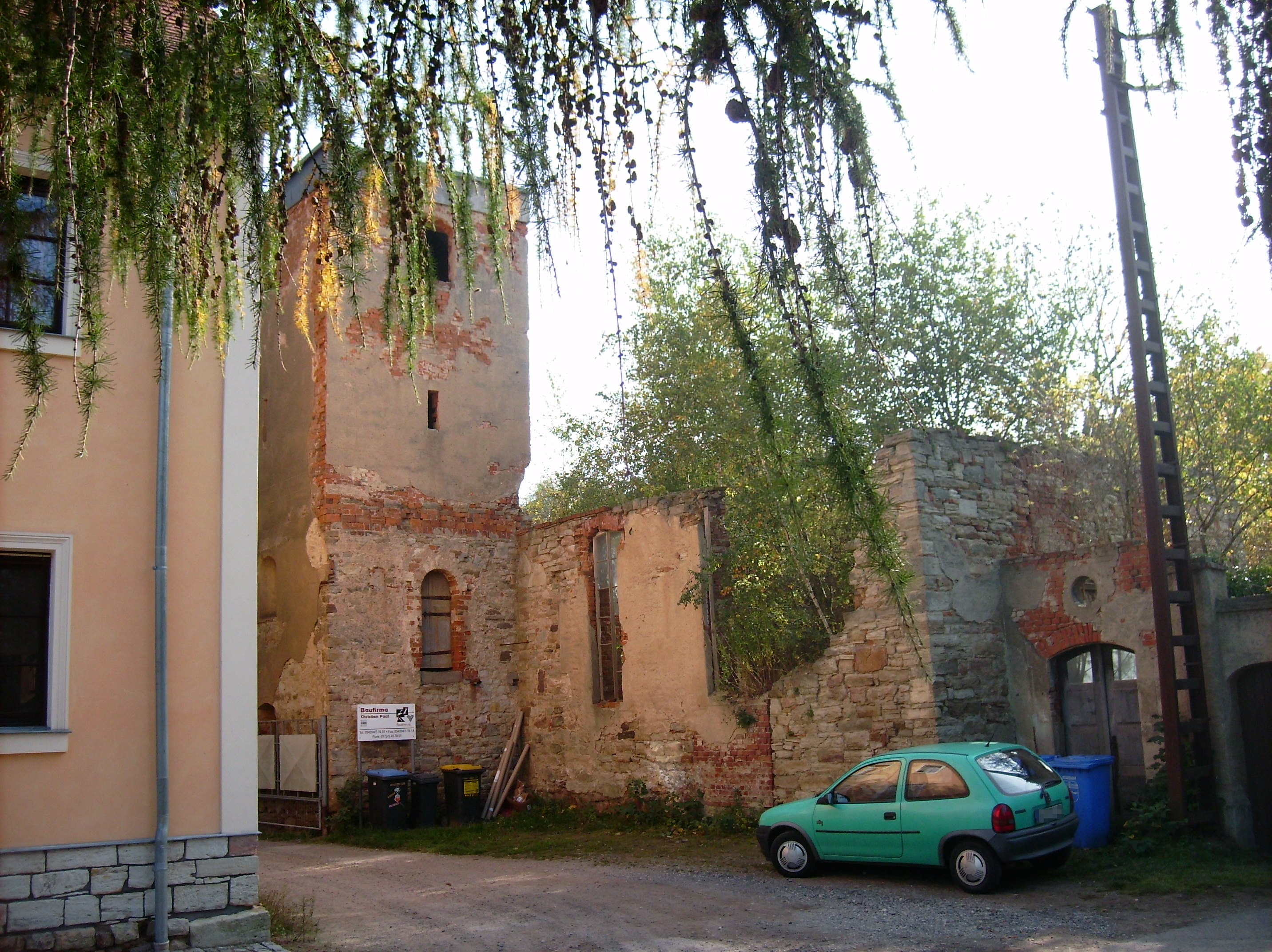
St. Jacobus in Oberthau

St. Jacobus ist eine denkmalgeschützte Kirchenruine im Ortsteil Oberthau des Ortes Ermlitz der Gemeinde Schkopau in Sachsen-Anhalt. Im örtlichen Denkmalverzeichnis ist sie unter der Erfassungsnummer 094 20389  als Baudenkmal verzeichnet.
Das Jacobus geweihte Sakralgebäude befindet sich in der Kirchstraße in Oberthau. Von der Kirche sind nur einige Ruinen erhalten geblieben, das Dach wurde 1996 abgenommen. An den Resten ist noch ein Umbau während des Barocks erkennbar. Der Kirchturm stand nicht wie in der Gegend sonst üblich an der Westseite, sondern befand sich an der Nordseite des Kirchenschiffs.